# Semiothisa vulpina
Semiothisa vulpina là một loài bướm đêm trong họ Geometridae.